# Церковь Святого Никиты (Баняне)
Церковь Святого Никиты в Баняне (макед. Свети Никита) — средневековая православная церковь в деревне Баняне, находящаяся между деревнями Чучер-Сандево и Горняне (поэтому её также часто называют Церковью Святого Никиты в Чучере). Церковь и все деревни являются частью муниципалитета Чучер-Сандево, Северная Македония. В настоящее время церковь принадлежит епархии Скопье Охридского архиепископства.

## История

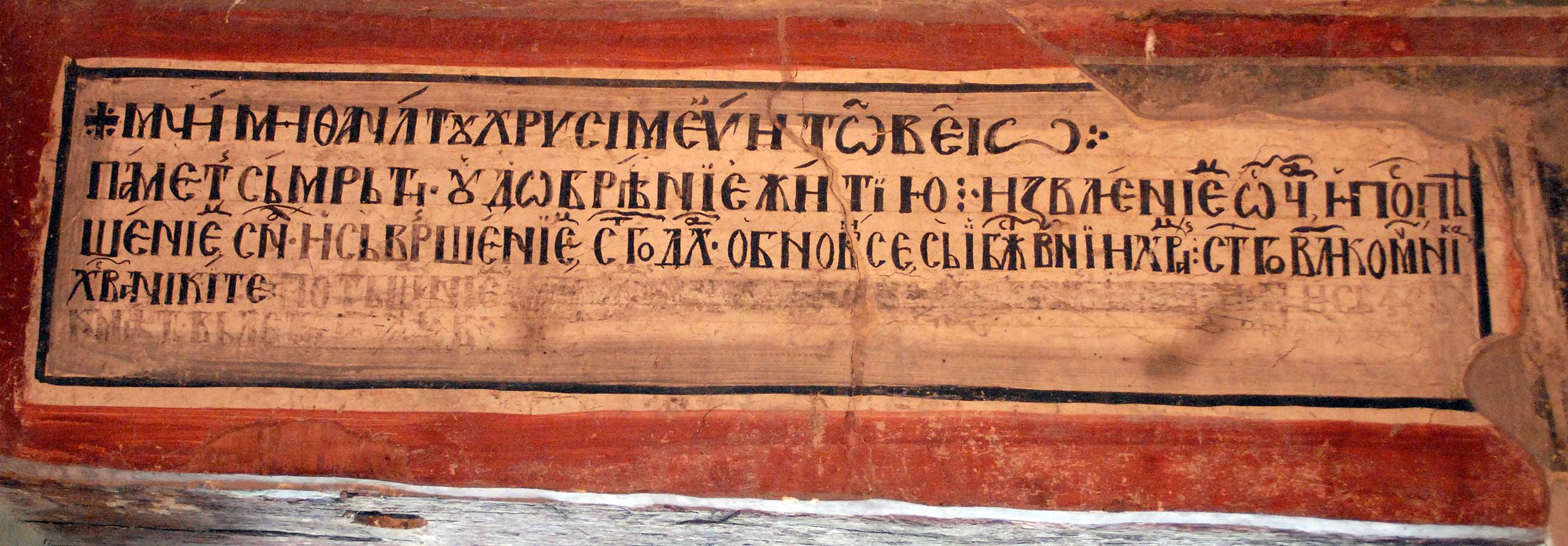
Надпись начала XIV века с упоминанием основателя сербcкого короля Милутина была закрашена в 1484 году.

Монастырь и церковь, посвященные святому Никите, были построены сербским королём королем Милутином в 1300 году на руинах предыдущей церкви. Монастырь был подарен Милутином вскоре после их строительства сербскому монастырю Хиландар на горе Афон. Церковь Святого Никиты был полностью отремонтирован в 1484 году.

## Архитектура

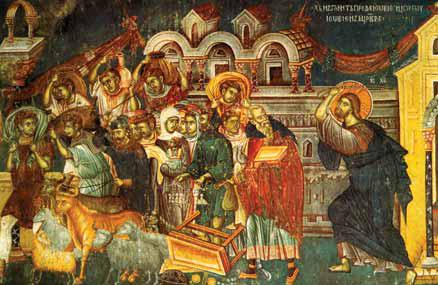
Иисус изгоняет торговцев из храма, фреска Михаила и Ефтихиоса, начало XIV века

Церковь Святого Никиты в Баньяне имеет простое крестообразное основание с центральной аркой на пандантифах и четырьмя колоннами. Внешнее убранство выполнено в типичном византийском стиле из камня и красного кирпича. Самое красивое украшение находится на стене апсиды.

## Фрески

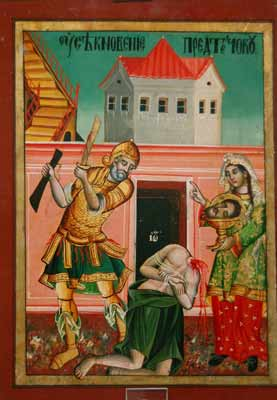
Атлас Иоанна Крестителя (нарисовано Дичо Зографом)

Подпись на щите Святого Феодора показывает, что церковь была расписана знаменитым Михаилом, сыном Евтихия, любимым придворным художником короля Милутина, который расписывал и многие другие его церкви (например, Старо Нагоричане). Фрески хорошо сохранились и датируются примерно 1324 годом, за исключением фресок на куполе XIX века, выполненных известным Димитаром «Дичо Зограф» Крстевичем.
Одной из причин их хорошего состояния заключается в реконструкции 1484 года, выполненной в удивительно современной манере группой, расписавшей фрески монастыря Трескавец (1483 год), старого католикона монастыря Большой Метеорон (1483 год), церкви Святого Николая Чудотворца и монахиня Евпраксия в Кастории (1486 г.).
В самом нижнем разделе представлены фигуры святых в натуральную величину. В средней части мы видим чудеса Христа, а в верхних частях церкви - изображения Страстей. Надписи выполнены на греческом и церковнославянском языках сербской редакции.

## Иконостас
Иконостас церкви был расписан в 1846-1847 году Дичо Зографом.